# ヨゼフ・ピタウ
ヨゼフ・ピタウ（伊: Joseph Pittau、1928年10月20日 - 2014年12月26日）は、カトリックの大司教で教育者。イタリア語名はジュゼッペ・ピッタウ（伊: Giuseppe Pittau）だが、日本では「ヨゼフ・ピタウ」と名乗った。

## 人物
理事長、学長として上智大学発展の基礎を築いたが、1981年にローマに呼び戻され、ローマのグレゴリアン大学学長、バチカン教育省局長、大司教なども務めた。
上智大学学長時代は、学内を歩きながら一学生にも流暢な日本語で気軽に声をかける気さくな性格で、学生ならびに教職員から厚い信望を集めると同時に、「大学は勉強するところです」と大学の原点を厳しく説き、上智大学の発展に尽くした。
大司教、教皇代理補佐なども務めたことから分かるように、ローマ・カトリック教会の重要人物であり、イエズス会の総長、さらにはローマ教皇になるのではと取りざたされたこともある。

## 略歴
1928年、イタリア、サルデーニャ州ヴィッラチードロの生まれ。1945年にイエズス会に入会した。1952年に来日し、上智大学と同じくイエズス会が運営する神奈川の栄光学園中学校で教鞭をとった。当時の栄光学園の校長は、グスタフ・フォス。1960年に上智大学大学院神学研究科修了。1963年にハーバード大学大学院政治学研究科を修了、日本の政治思想に関する論文で博士号を取得した。博士論文の指導教員はエドウィン・O・ライシャワーであり、当時教え初めて間もないキッシンジャーとブレジンスキーにも教えを受けた。
その後上智に招かれ、大学教授、理事長、学長を歴任している。理事長に就任した1968年は大学闘争期にあたり、機動隊による封鎖解除を決断して紛争校の中でもいち早く学園を正常化させた。
1981年、ローマで教皇代理補佐に就任し、以後2004年までローマにいた。イエズス会総長顧問、教皇庁立グレゴリアン大学学長、教皇庁立科学アカデミー・社会科学アカデミー事務総長等を務め、1998年に大司教に叙階された。75歳でバチカン教皇庁を辞し、再来日後、カトリック大船教会協力司祭を務めた。2014年12月26日(金)、東京の高齢聖職者施設ロヨラ・ハウスにて帰天。

## 年譜
- 1928年 イタリア、サルデーニャ島、サルデーニャ州ヴィッラチードロに生まれる
- 1952年 スペイン・バルセロナ大学にて哲学を修める
- 1954-1956年 栄光学園中学校教師[2]
- 1959年 司祭叙階
- 1960年 上智大学にて神学修士号
- 1963年 ハーバード大学大学院修了、政治学博士号を取得（博士論文は、ハーバード大学の秀れた社会科学論文に贈られるトッパン賞を受賞）
- 1966年-1981年 上智大学法学部政治学教授
- 1968年-1975年 学校法人上智学院理事長（歴代最年少[3]）
- 1970年 イタリア政府からコメンダトーレ章
- 1975年-1981年 上智大学学長（第7代）[4]
- 1980年-1981年 イエズス会日本管区長[5]
- 同年10月 教皇ヨハネ・パウロ2世の要請によりイエズス会本部へ
- 1984年 日本政府から勲二等旭日重光章を受章
- 1992年-1998年 教皇庁立グレゴリアン大学学長
- 1993年 上智大学名誉教授の称号授与
- 1997年-1998年 教皇庁立科学アカデミー・ 社会科学アカデミー会長
- 1998年 バチカン教育省局長（教育省次官）に就任、および大司教に叙階
- 2004年 75歳の定年によりバチカン教皇庁を辞し、再来日
- 2004年-2005年4月 カトリック大船教会協力司祭
- 2014年 12月26日(金) 日本にて、帰天

## エピソード
- 司祭に叙階される前の段階に栄光学園中学校で教えていた当時、校内を歩く若きピタウを見ていた校長のグスタフ・フォスから、近くにあるゴミに気づかず拾わなかったことを叱られ、学校の責任はすべて背負うつもりでいなさいと言われたことをいつまでも憶えていると記し話している。栄光学園中学校・高等学校の初代校長のフォスのこのような強い思いが栄光学園をその後の発展に導き、この強い思いの継承がピタウの上智大学での姿勢に影響を与えたことは間違いない。
- どんな田舎に行っても子どものための学校があり、挨拶をして親を尊敬する日本の子どもたちの姿をみて、日本に永住することを決めた[6]。
- ハーバード大学で博士号を取得したピタウだが、ハーバードの学生たちのやや鼻持ちならないエリート意識を若干批判しながらも、その使命感、多く与えられたものは返さなければならないという意識を絶賛している。また、上智大学学長になり、日本の学生とりわけ上智の学生だけではなく休講や遅刻は当たり前の教師の姿勢に失望を感じたことをしばしば記し話している[7]。ピタウが上智、日本の学生そして教師に持ってほしかったのは、高い使命感と責任感と倫理観だった。ハーバードでの経験が上智を世界に伍し世界に貢献し奉仕する大学にしたいという熱い思いへとピタウを導いた一因であることは間違いない。
- 上智大学理事長に就任した直後の1968年夏に、構内で発生した盗難事件の捜査のために警察官が敷地に立ち入ったのを口実に全学共闘会議（全共闘）が大学施設を占拠、さらに同年秋に学長の大泉孝が健康上の問題を理由として辞任するという難局に直面する。ピタウは守屋美賀雄にその後任となることを要請し、ともに事態への対処にあたった。日大紛争で警官が殉職した直後であったが、全共闘が守屋学長の最後通牒を拒絶し、すでに学生間の傷害事件も発生していたことから、全国の大学に先駆けて機動隊を導入した学園正常化を決断。一方でピタウは「学生と機動隊員の皆さんに死傷者が一人も出ないようにして下さい」と強く要望し、当時警視庁警備部警備第一課長であった佐々淳行は、子を持つ隊員らを封鎖解除に充てる配慮をした。直後に上智大学を半年間全面封鎖して事態を沈静化させ、この手法は「上智方式」と呼ばれ全国で参考にされた[3][8]。後に佐々はピタウを「学園紛争解決の功労者」と評価している[9]。
- 2006年、文藝春秋の「諸君!」9月号にジャーナリスト細川珠生との対談記事「カトリック大司教、『靖国』と『中国』を語る」が掲載される。聖職者として「死者の政治的利用」に反対し、厳密な政教分離の条件をつけながらも、戦没者慰霊施設としての靖国神社また公人の参拝を容認する見解を示している。これは、他者や他宗教の信仰や信条を尊重する、カトリック教会の現在の一般的な姿勢とも同一線上にあると言えよう。
- 読売新聞の「時代の証言者」に連載された第1回目の記事で「日本は、私が司祭に叙階された特別の思い入れのある国です。司祭としての礎を築いてくれた国でもあります。私が日本へ始めてやってきたのは24歳の時、1952年のことです。当時の日本は、まだ敗戦の痛手が残り、困窮した状態でした。最初のクリスマスにイエズス会の協会がある山口県内を回り、目にした光景は忘れません。爆撃で崩壊した建物が残存する中、どこの町でも一番立派で新しい建物は学校でした。運動場やプールもありました。親たちは食べるものが十分でなくとも、子供により良い教育環境を与えたいと頑張っていました。国を立て直すのに、まず教育に力を入れる日本に驚くと同時に、深い関心、尊敬、そして愛を感じました。日本はすごい国になるのでは、と肌で察しました。」と語っている

## 著書
- Pittau, Joseph. Political Thought in Early Meiji Japan 1868-1889、ハーバード大学出版局、1967年。NCID BA10675266
- ヨゼフ・ピタウ『日本立憲国家の成立――明治初期政治思想に関する一考察』、内田文昭訳、時事通信社、1967年。ASIN B000JA6XAW - ハーバード大学での博士論文を所収した前掲書籍を翻訳したもの
- ヨゼフ・ピタウ『井上毅と近代日本の形成』、時事通信社、1967年。NCID BN10441347
- ヨゼフ・ピタウ『ニッポンと日本人――見失われた心の再発見』、かんき出版、1978年。NCID BN04195610
- ヨゼフ・ピタウ『日本の近代化』、富山県教育委員会、1978年。NCID BN13817835
- ヨゼフ・ピタウ『カトリックにおける人間』、現代研究会、1979年。NCID BN06753324
- ヨゼフ・ピタウ『大学の教育』、上智大学入試センター、1980年。NCID BA8182243X
- ヨゼフ・ピタウ『ニッポン人への熱い手紙――若者と教育をみつめて』、日本リクルートセンター、1982年。ISBN 978-4889910155
- ヨゼフ・ピタウ『時代の証言者――ラテン語: IN OMNIBUS AMARE ET INSERVIRE（すべてにおいて、愛し、仕える）』、ピタウ大司教の会、2010年。NCID BB06343463
- ヨゼフ・ピタウ『愛ある生き方』、海竜社、2010年。ISBN 978-4759311259
- ヨゼフ・ピタウ 著、南條俊二 編『ヨゼフ・ピタウ大司教自伝 イタリアの島から日本へ、そして世界へ――A Life Journey』上智大学出版、2012年。ISBN 978-4324095829。

### 共著
- 『聖地アッシジの対話 聖フランチェスコと明恵上人』（河合隼雄との共著)、藤原書店、2005年。ISBN 978-4894344341